# Ottava riunione degli scienziati italiani
L'Ottava riunione degli scienziati italiani fu un incontro dei principali studiosi provenienti dai diversi Stati della penisola italiana svoltosi a Genova nel 1846.

## Aspetti storici
Dopo la chiusura del convegno di Napoli si verificò un evento molto importante per la storia dell'Italia risorgimentale: morì Papa Gregorio XVI e dopo un breve conclave venne eletto Papa Pio IX. La famosa e travisata frase del neo pontefice che i tempi fossero cambiati e che l'unità d'Italia fosse ormai vicina, portò nell'intera penisola una nuova ventata di patriottismo.
In questo mutato scenario politico fu inaugurata a Genova l'ottava riunione, alla quale parteciparono anche grandi letterati e patrioti come Massimo d’Azeglio, Giovanni Berchet, Terenzio Mamiani e Carlo Cantù. I temi trattati al congresso furono permeati dallo spirito unitario. Si parlò di istituire una rete ferroviaria comune, di un unico sistema scolastico e si discusse a lungo anche sulla necessità di favorire l'unione doganale. Venne così recuperato, con rinnovato vigore e senza più la necessità di nasconderlo, il clima patriottico e nazionalistico che aveva caratterizzato la prima riunione di Pisa del 1839.

## Sezioni
Il presidente generale fu Antonio Brignole Sale. Il segretario generale fu Giuseppe Banchero.

### Agronomia e tecnologia
Furono nominati presidente Raffaele Lambruschini e vicepresidenti Emilio Bertone di Sambuy e Vincenzo Salvagnoli.
I segretari furono Camillo Pallavicino e Giuseppe Sacchi.

### Fisica e matematica
Furono nominati presidente Giovanni Battista Amici e vicepresidente Ottaviano Fabrizio Mossotti.
I segretari furono Giovanni Maria Lavagna e Giovanni Codazza.

### Chimica
Furono nominati presidente Gioacchino Taddei e vicepresidente Giambattista Canobbio.
I segretari furono Giacomo Finollo e Felice De Negri.

### Zoologia, anatomia e fisiologia comparata
Furono nominati presidente Antonio Alessandrini e vicepresidente Filippo De Filippi.
I segretari furono Carlo Luciano Bonaparte e Achille Costa.

### Botanica e fisiologia vegetale
Furono nominati presidente Antonio Bertoloni e vicepresidente Giuseppe De Notaris.
I segretari furono Giuseppe Meneghini e Francesco Savignone.

### Geologia e mineralogia
Furono nominati presidente Lorenzo Pareto e vicepresidente Lodovico Pasini.
Il segretario fu Achille De Zigno.

### Geografia e archeologia
Furono nominati presidente Giulio Cordero di San Quintino e vicepresidenti Luigi Cibrario e Giuseppe Fiorelli.
I segretari furono Francesco Ghibellini e Giambattista Gandolfi.

### Medicina
Furono nominati presidente Carlo Speranza e vicepresidenti Bernardo Bertini e Salvatore De Rienzi.
I segretari furono Odoardo Turchetti, Secondo Polto e Giacomo Diana.

### Chirurgia e anatomia
Furono nominati presidente Giovanni Rossi e vicepresidente Bartolomeo Gherardi.
I segretari furono Bernardo Battolla, Gian Lorenzo Botto e Bartolomeo Negrotto.

## Iniziative

### Medaglia commemorativa

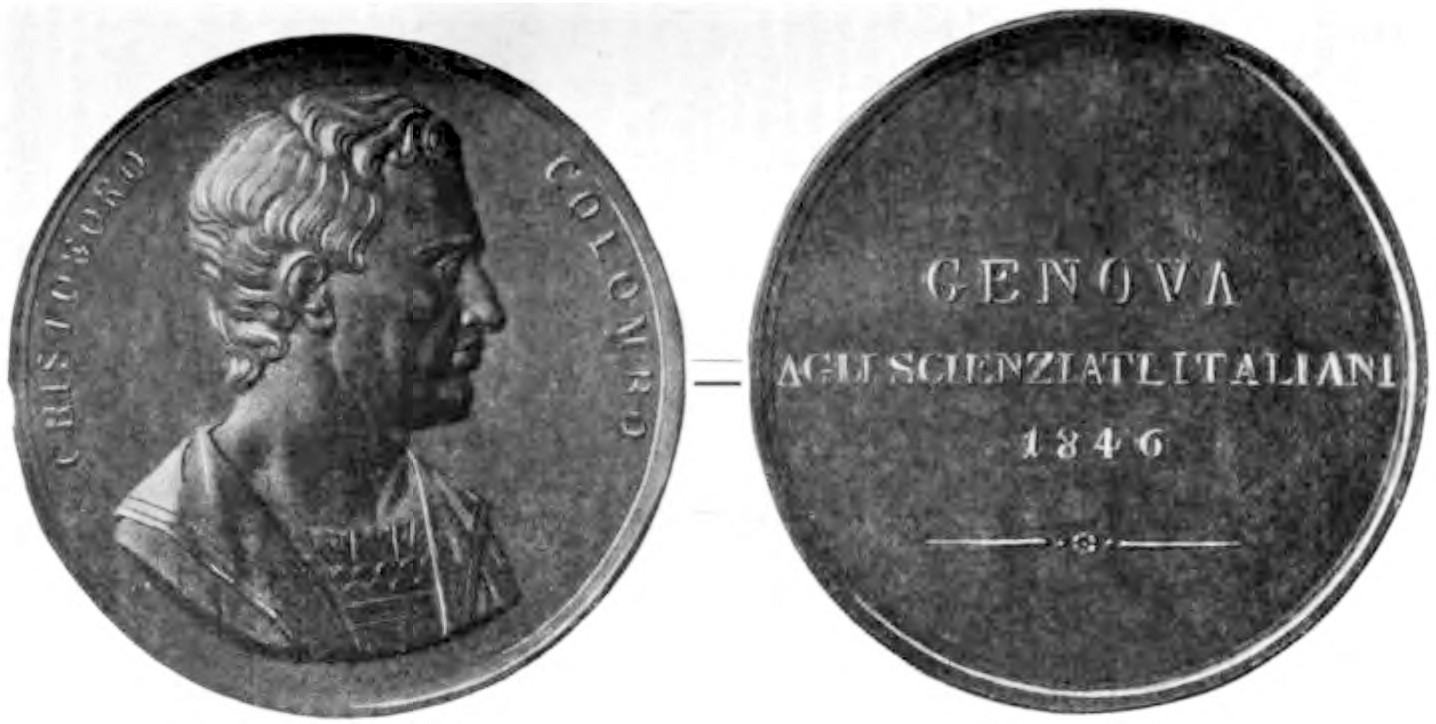
La medaglia

In occasione della riunione venne distribuita ai partecipanti una medaglia commemorativa con un'immagine di Cristoforo Colombo.
- Dritto: CRISTOFORO COLOMBO Busto a destra.
Sotto: G. GIROMETTI F.
- Rovescio: nel campo in tre righe GENOVA | AGLI SCIENZIATI ITALIANI | 1846
Sotto: fregio.

### Guida di Genova
Furono distribuite copie di Descrizione di Genova e del genovesato, opera in tre volumi, realizzata con il contributo di numerosi esperti.
La Deputazione Decurionale.»
(dalla prefazione)